# Sou de Laroque
Sou de Laroque – rzeka we Francji, przepływająca przez teren departamentu Aude, o długości 17,2 km. Stanowi prawy dopływ rzeki Orbieu.

## Geografia
Źródła Sou de Laroque znajdują się na południe od gminy Laroque-de-Fa, w miejscowości Massac, na wysokości około 800 m n.p.m., w pobliżu szczytu Roc Matefagine (871 m n.p.m.), w paśmie Hautes-Corbières. Początkowo rzeka pływie na północny wschód, lecz na wysokości przełęczy Col de Bedos zmienia kierunek północno-zachodni. Uchodzi do Orbieu w gminie Vignevieille, w miejscu zwanym Dufort. 
Sou de Laroque w całości płynie na terenie departamentu Aude. Przepływa przez teren czterech gmin: Massac (źródło), Laroque-de-Fa, Termes, Vignevieille (ujście).

## Dopływy
Sou de Laroque ma 9 opisanych dopływów. Są to strumienie nieprzekraczające 10 km długości.